# ديفيد مانرز
ديفيد مانرز (بالإنجليزية: David Manners)‏ (و. 1900 – 1998 م) هو روائي، وممثل مسرحي، وممثل أفلام من كندا، والولايات المتحدة، ولد في هاليفاكس، توفي في سانتا باربارا، كاليفورنيا، عن عمر يناهز 98 عاماً، بسبب مرض.
.

## التعليم
تعلم في جامعة تورنتو.

## وصلات خارجية
- ديفيد مانرز على موقع IMDb (الإنجليزية)
- ديفيد مانرز على موقع ألو سيني (الفرنسية)
- ديفيد مانرز على موقع تيرنر كلاسيك موفيز (الإنجليزية)
- ديفيد مانرز على موقع أول موفي (الإنجليزية)
- ديفيد مانرز على موقع قاعدة بيانات برودواي على الإنترنت (الإنجليزية)
- ديفيد مانرز على موقع قاعدة بيانات الأفلام السويدية (السويدية)
- ديفيد مانرز على موقع إن إن دي بي (الإنجليزية)
- ديفيد مانرز على موقع قاعدة بيانات الفيلم (الإنجليزية)
- ديفيد مانرز على موقع كينوبويسك (الروسية)